# Berberlöwe

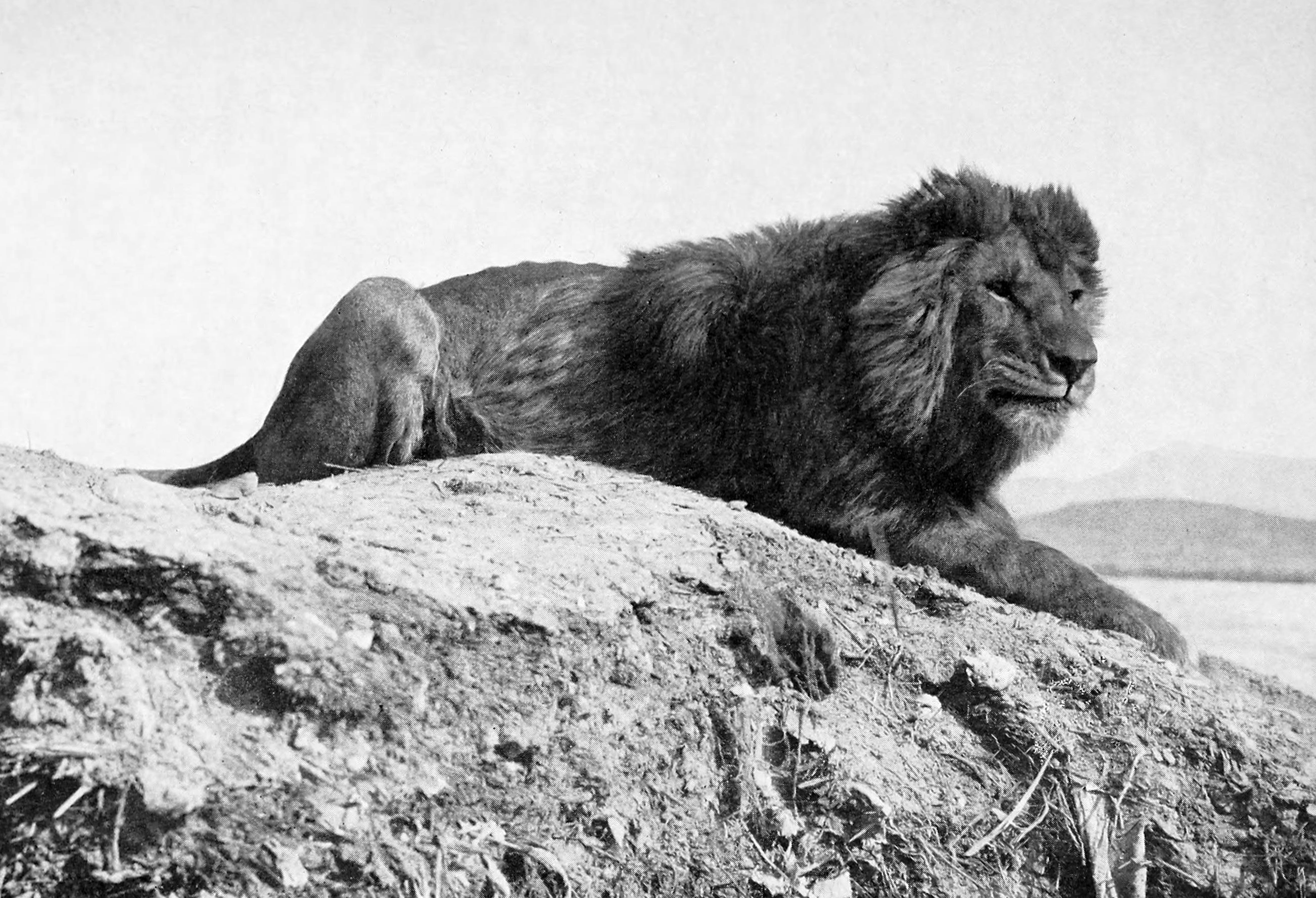
Berberlöwe in Biskra, Algerien, 1893

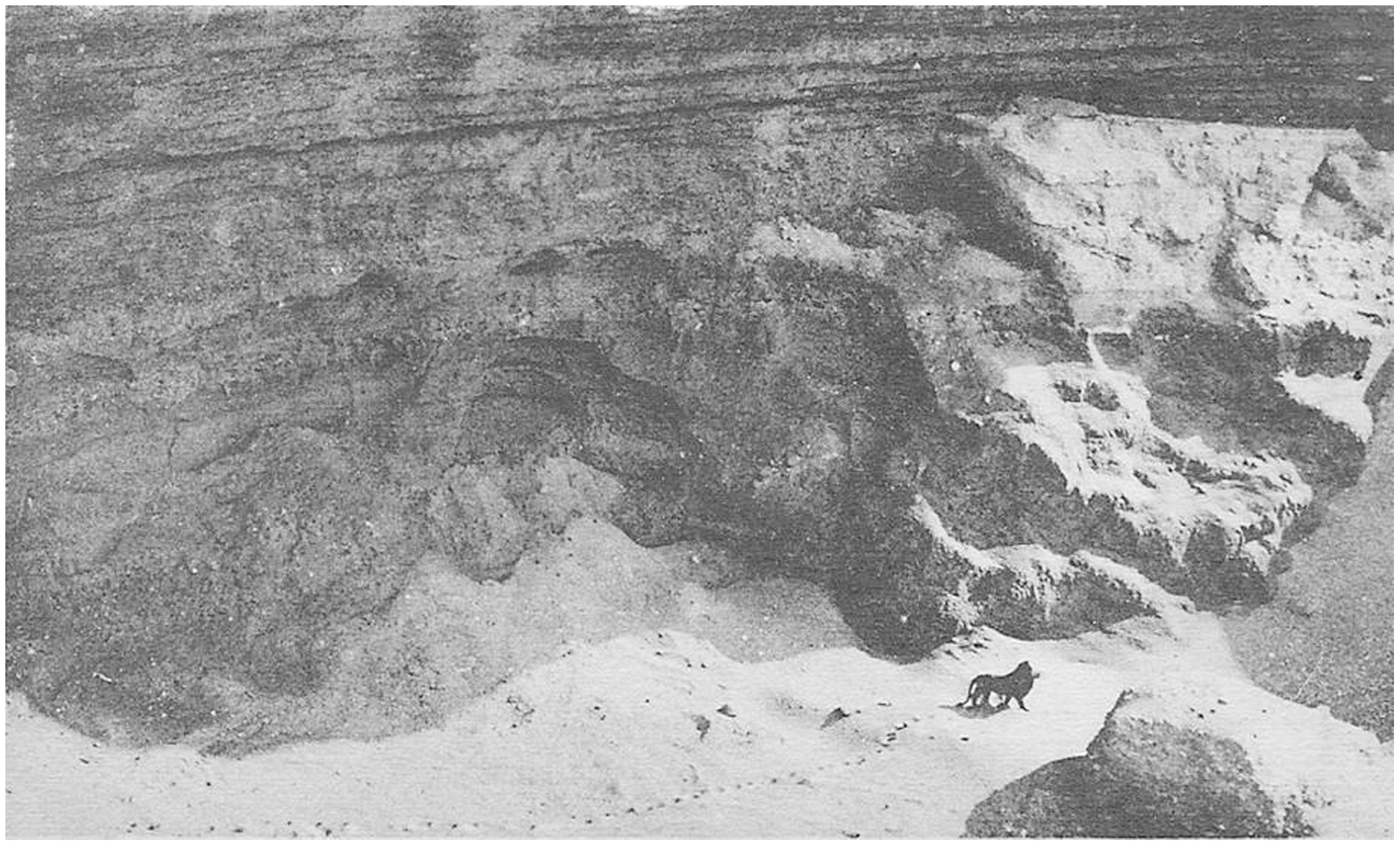
Löwe im Atlasgebirge in Marokko, 1925. Das letzte bekannte Foto eines Berberlöwen in freier Wildbahn.

Der Berberlöwe, auch Atlaslöwe oder Nubischer Löwe genannt, bezeichnet eine Population des Löwen (Panthera leo), die ursprünglich als eigenständige Unterart (Felis leo barbaricus) betrachtet wurde. Er war bis in das 20. Jahrhundert in Nordafrika heimisch und gilt als in freier Wildbahn ausgestorben, letzter Abschuss 1943. In Zoos gibt es einige Dutzend Exemplare aus Züchtungen, die den äußeren Merkmalen der Berberlöwen entsprechen, aber wohl nur Teile des genetischen Materials der Unterart in sich tragen.
Der Berberlöwe wird heute zur nördlichen Unterart des Löwen, Panthera leo leo, gezählt, die in der Nordhälfte Afrikas sowie in Asien verbreitet ist.

## Merkmale
Mit einem Gewicht von 181 bis 250 kg bei männlichen und 120 bis 181 kg bei weiblichen Tieren war der Berberlöwe neben dem ausgestorbenen Kaplöwen die größte rezente Unterart des Löwen. Auffälligstes Merkmal des erwachsenen Männchens war die besonders starke, dunkle Mähne, die sich weit über die Schultern ausdehnte und am Bauch wie ein Vorhang herabhing.
Früher wurde der Phänotyp des Berberlöwen als Hinweis auf seinen gerechtfertigten Status als Unterart angesehen. Nach neuerer Forschung kann das Aussehen dieser Tiere jedoch auch auf die äußeren Umstände zurückzuführen sein. So wäre die dichte Mähne nur eine Anpassung an die kältere Umgebung. Löwen entwickeln unabhängig von der Unterart dichtere Mähnen, wenn sie in einem kälteren Klima, etwa in mitteleuropäischen Zoos, leben.

## Unterartstatus

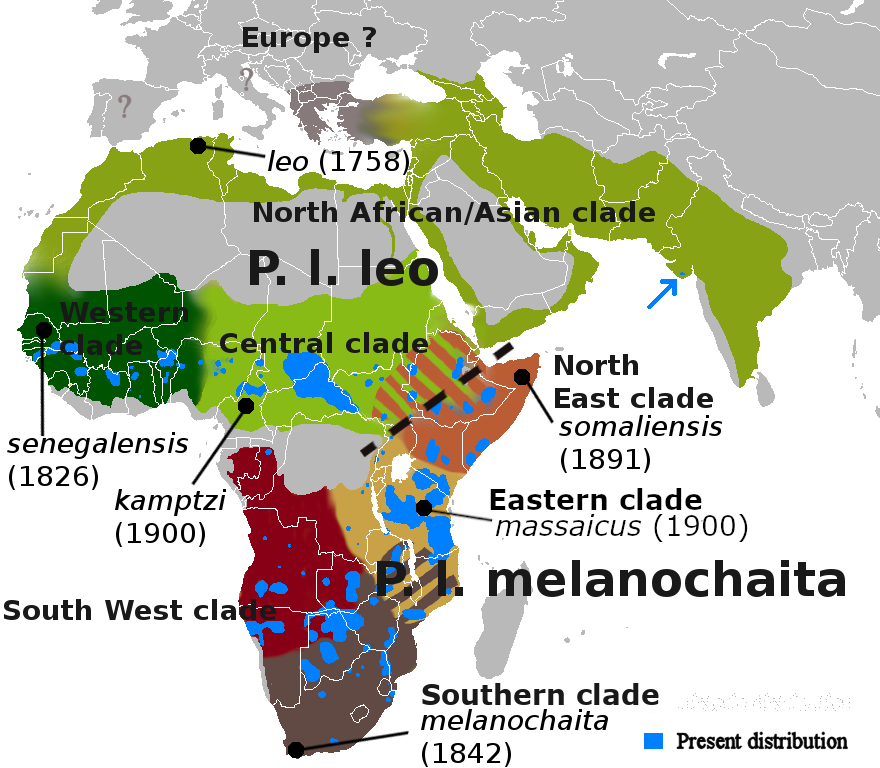
Ehemalige Verbreitungsgebiete der verschiedenen Kladen des Löwen bestätigt durch genetische Analysen

Der Berberlöwe wurde traditionell als eine Unterart des Löwen betrachtet. Diese Unterart diente Carl von Linné 1758 zur Klassifizierung des Löwen (Panthera leo) und ist damit das nominotypische Taxon („Nominatform“) dieser Art. Der Status als eigenständige Unterart kann allerdings nicht durch jüngste genetische Analysen bestätigt werden, da genetische Unterschiede zum Asiatischen Löwen (Panthera leo persica) nicht ausreichen, um beide zu unterscheiden. Auch die genetischen Unterschiede zu den nahe verwandten Westafrikanischen Löwen und Zentralafrikanischen Löwen sind gering.  Heute wird die nordafrikanisch-asiatische Klade des Löwen zusammen mit der westafrikanischen und der zentralafrikanischen Klade zur Unterart P. l. leo zusammengefasst.

## Geschichte und Verbreitung

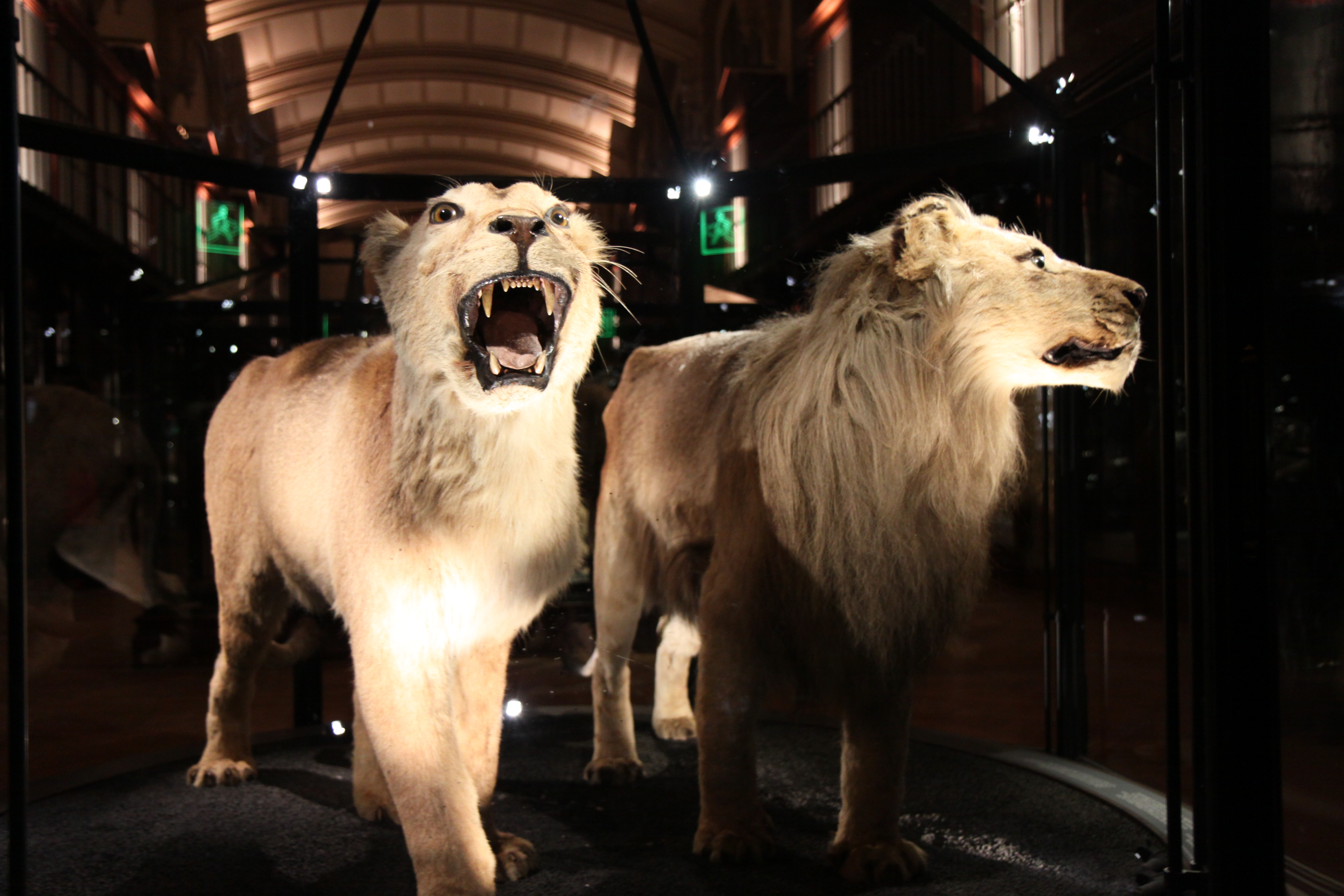
Präparierter Berberlöwe (Panthera leo leo) und Kaplöwe (Panthera leo melanochaita) im Muséum national d’histoire naturelle in Paris

Der Berberlöwe bewohnte bis in historische Zeiten den gesamten Norden des afrikanischen Kontinents nördlich der Sahara. Er wurde oft in den römischen Arenen eingesetzt, wo er auch gegen den Kaspischen Tiger kämpfte, der ebenfalls ausgestorben ist.
Aus historischen Quellen geht hervor, dass er schon am Anfang des 18. Jahrhunderts weitgehend aus Nordostafrika verschwunden war und damals fast nur noch im Nordwesten vorkam. Die Ausbreitung von Feuerwaffen und eine gezielte Ausrottungspolitik sorgten dafür, dass die Bestände auch im Westteil seines ehemaligen Verbreitungsgebietes bis zur Mitte des 19. Jahrhunderts stark abgenommen hatten.
Laut „The Book of the Lion“ (1914, von Alfred Edward Pease, 1857–1939) habe der französische „Löwentöter“ Jules Gérard zwischen 1848 und 1856 gut 30 Löwen in Französische Départements in Algerien erlegt und berichtet, ein Löwe habe die Bevölkerung eines Zeltdorfes (douar) ausgelöscht, 40 Araber, und dass ein Stamm mit 100 Zelten durch Löwenrisse Vieh im Gegenwert von £8400 pro Jahr verloren habe. Zwischen 1873 und 1883 habe die Regierung 50 Franc pro Löwenfell ausbezahlt, insgesamt 202, aufgeteilt auf die Dept. Oran 0, Algier 29, Constantine 173, mit jährlichem Rückgang der Zahlen: 1878 29, 1879 22, 1880 16, 1881 6, 1882 4, 1883 3, 1884 1. Ein russischer Jäger habe zwischen 1880 und 1895 in der Umgebung von Soukarras eine größere Anzahl Löwen erlegt, während Pease in den 1890er Jahren auf ausgedehnten Jagden keine einzige Löwenfährte angetroffen habe und in Algerien zuletzt 1899 von Löwen gehört habe, nördlich von Bordj bou Arreredj.
Der letzte lebende bekannte Berberlöwe in freier Wildbahn im marokkanischen Teil des Atlasgebirges wurde 1920 geschossen. Die anderen großen Raubtiere Nordafrikas ereilte ein ähnliches Schicksal: Der Berberleopard ist sehr selten geworden und der Atlasbär ist gänzlich ausgestorben.
Neueren Quellen zufolge sei die letzte Bestätigung eines in der Wildbahn lebenden Exemplars 1942 erfolgt durch Abschuss am Tizi n’Tichka-Pass sowie 1943 in Algerien, die letzte Sichtung 1956 bei Beni Ourtilane in der Provinz Sétif, keine 40 km von der Küste entfernt, die Bergwälder dort seien 1958 dem Algerienkrieg zum Opfer gefallen. Dabei hätte sich das Verhalten verändert, von Rudeln zu Einzelgängern, und hin zu unauffälligem Verhalten selbst in der Nähe von Menschen, so dass ein bis zwei Generationen (Abstand 6,5 Jahre) unentdeckt existieren konnten. Daraus errechnen sich Zeiten für das Aussterben von 1962 in Algerien und 1965 für West-Marokko. Es stelle sich auch die Frage, ob noch wesentlich später als gedacht Exemplare in Gefangenschaft gerieten. 
Da angebliche Berberlöwen schon zu Beginn des 20. Jahrhunderts als Attraktionen präsentiert wurden, aber nach ihrer Einstufung als ausgestorben noch Jahrzehnte existierten und daher unter den Bedingungen des zu dieser Zeit bereits proaktiv ausgerichteten Naturschutzes offenbar vor dem Aussterben gerettet werden hätten können, wird der Berberlöwe (wie auch der Berberleopard) als Beispiel eines Romeo-Irrtums genannt.

## Lebensweise
Der Berberlöwe bewohnte neben den nordafrikanischen Halbwüsten und Steppengebieten auch Wälder und das Atlasgebirge. Neben Hirschen und Wildschweinen dürfte die nordafrikanische Unterart der Kuhantilope zu seinen Hauptbeutetieren gezählt haben.

## Berberlöwen in Gefangenschaft
Der Berberlöwe wurde aufgrund seiner geographischen Nähe zu Europa seit dem Mittelalter häufig in Gefangenschaft gehalten. Ende des 19. Jahrhunderts hielt der Londoner Zoo etwa noch einen reinblütigen Berberlöwen namens Sultan. Allerdings gab es beim Verschwinden der wilden Berberlöwen am Beginn des 20. Jahrhunderts keine bekannten reinrassigen Bestände mehr in europäischen Zoos. Lediglich die Löwen aus dem Zoo Rabat, die der marokkanische König Hassan II. 1970 dem Zoo überließ, schienen direkt auf Löwen Nordafrikas zurückzugehen. Die Morphologie dieser Löwen entsprach ziemlich genau den historischen Beschreibungen von Berberlöwen. Im Jahr 1998 lebten noch 52 Löwen, die auf Tiere des Sultans zurückgehen, im Zoo von Rabat und an 13 verschiedenen Orten Europas.
In verschiedenen Zoos werden Nachfahren dieser Löwen gezüchtet und sind als Berberlöwen ausgeschildert. Allerdings sprechen genetische Analysen gegen eine reine Abstammung dieser Löwen von Nordafrikanischen Löwen. Offenbar wurden Tiere aus Zentralafrika und Äthiopien eingekreuzt, so dass auch diese Tiere wohl nicht reinblütig sind.
In verschiedenen Zoos und Zirkussen gibt es zahlreiche Löwen ohne Unterartstatus, die zum Teil auch auf Berberlöwen zurückgehen dürften, wenn auch mit hoher Wahrscheinlichkeit nicht reinerbig. Heute gibt es Züchtungen, die den äußeren Merkmalen der Berberlöwen entsprechen, aber wohl nur Teile des genetischen Materials der Unterart in sich tragen.